# Pixels (película de 2015)
Pixels (conocida como Píxeles en Hispanoamérica) es una película estadounidense-canadiense en 3D, imagen real y animación producida por Columbia Pictures y Happy Madison Productions.
La película está dirigida por Chris Columbus a partir de un guion escrito por Tim Herlihy y Timothy Dowling y una historia de pantalla dibujada por Patrick Jean, Herlihy y Adam Sandler, basada en el cortometraje homónimo para Internet de Patrick Jean publicado en 2010.
Es protagonizada por Adam Sandler, Kevin James, Josh Gad, Peter Dinklage y Michelle Monaghan. Las principales fotografías de la película comenzaron el 2 de junio de 2014 en Toronto, Canadá.

## Argumento
En el verano de 1982, los jóvenes Sam Brenner (Anthony Ippolito) y Will Cooper (Jared Riley) esperan la gran inauguración de una sala de arcade. Después de abrir la sala de arcade, Sam descubre que es bastante bueno en varios videojuegos, a pesar de ser un novato. Will le dice a Sam que se inscriba al campeonato mundial de videojuegos de arcade que se realizará ese día en la misma sala.
Durante el evento se encuentran con Ludlow Lamonsoff (Jacob Shinder), un chico raro pero brillante, quien también compite al saber lo bien que maneja el videojuego Centipede y que, además, está enamorado de Lady Lisa (Ashley Benson), un personaje del videojuego Dojo Quest. Antes de empezar el campeonato, informan que los ejemplos de los videojuegos que van a jugar se pondrán dentro de una cápsula del tiempo junto a otros ejemplos de la vida y cultura para poder contactar con otras formas de vida.
Después de que Sam gana la mayoría de los videojuegos, se enfrenta contra Eddie Plant (Andrew Bambridge) para ganar el último videojuego, Donkey Kong, Sam y Eddie empatan hasta llegar al nivel final donde Eddie le menciona el patrón del videojuego, distrayendo a Sam, quien termina perdiendo y quedando en segundo lugar.
En el presente, Sam, ya de adulto (Adam Sandler), dejó de lado los videojuegos para trabajar en una empresa de instalación de hardware, mientras que Will, ya en su versión adulta (Kevin James), se volvió el presidente de los Estados Unidos, pero con muy mala fama después de no saber leer bien durante una visita a una escuela.
Sam es enviado a trabajar en la casa de Violet Van Patten (Michelle Monaghan), una divorciada que vive con su hijo Matty (Matt Lintz). Una vez terminando de instalar todos los nuevos videojuegos de Matty, Sam descubre a Violet llorando en un armario y entra a consolarla; posteriormente, intenta coquetearle, siendo rechazado por ella.
Una base militar en Guam es atacada por extraterrestres que, basándose en la información que obtuvieron de la cápsula del tiempo, utilizan bichos y naves del videojuego Galaga. Los soldados de la base tratan de defenderse pero son derrotados fácilmente. El videojuego termina destruyendo la base militar y se llevan a uno de los soldados, el sargento Dylan Cohan (Affion Crockett), convirtiéndolo en píxeles mientras lo transportan hacia su nave.
Sam se dirige a la Casa Blanca después de recibir una llamada de emergencia de Will, seguido por Violet. Para la sorpresa de Sam, descubre que ella es la teniente coronel de la Casa Blanca. Will llama a Sam a su oficina, donde le muestra el video del ataque a la base militar. Sam escucha el audio del video y le dice que la forma en la que fue el ataque es la misma que en el videojuego Galaga.
Mientras Sam se dirigía a su casa, descubre a Ludlow, ya de adulto (Josh Gad), escondido dentro de su camioneta, el cual lo lleva a su casa (quien se convirtió en un genio y un teórico en la vida extraterrestre), le explica que los extraterrestres están enviando a los videojuegos para atacarlos. Ludlow le cuenta a Sam que mientras grababa uno de los episodios de la tercera temporada de One Tree Hill, recibe un mensaje con imágenes manipuladas de los íconos de los 80, como Ronald Reagan y Madonna, para explicar sus planes, ya que perciben los elementos enviados en la cápsula de tiempo son como una declaración de guerra y usan a los videojuegos como un desafío; en caso de perder las tres rondas, los videojuegos van a invadir la Tierra. El sargento Cohan que tomaron fue considerado como un "trofeo" adquirido al ganar la primera ronda. Al final del video se entregan las coordenadas de la siguiente ronda.
Sam y Ludlow le enseñan el video a Will y codifican las coordenadas, determinando que el siguiente ataque va a ser en la India. El videojuego Arkanoid ataca y destruye el Taj Mahal, tomando a un habitante de la zona como trofeo. Sam y Ludlow comienzan a entrenar a los miembros del ejército SEAL para defenderse, enseñándoles cómo jugar estos videojuegos. Violet determina que los píxeles reaccionan a los fuertes rayos de luz, por lo que crean armas de rayos de luz para combatir a los videojuegos. 
Los extraterrestres envían un nuevo mensaje, cuyas coordenadas indican que el siguiente ataque será en Londres en el Hyde Park, donde tienen una reunión con el general Hill (Sean Bean) y el almirante Jim Porter (Brian Cox), mientras los soldados se preparan para el ataque. En la noche, el videojuego Centipede aparece y ataca a los soldados. Sam les indica las reglas para vencer en este juego, que consiste en atacar sólo la cabeza de los centípedos; pero los soldados carecen de las habilidades y les disparan accidentalmente en el cuerpo, haciendo que se dividan. Sam y Ludlow, con el permiso de Will, utilizan las armas de luz y atacan correctamente a los centípedos, acabando con estos.
Durante el festejo por la victoria, los extraterrestres envían otro mensaje utilizando los personajes de Fantasy Island para felicitarles por su victoria, entregando al perro del videojuego Duck Hunt como trofeo, pero recordando que aún lideran la contienda por 2-1. Se reciben nuevas coordenadas que dan a entender que el siguiente ataque será en la ciudad de Nueva York.
Ludlow y Will sugieren adquirir la ayuda de Eddie, ya en su versión adulta (Peter Dinklage), el cual se encuentra actualmente en prisión por hackear compañías celulares que tenía en sus recibos. Eddie realiza ciertas demandas a cambio de su cooperación, entre las que se encuentra tener una cita con Serena Williams y Martha Stewart. Will se compromete únicamente a dejarlo salir de la cárcel y exoneración de impuestos.
El equipo descubre que el siguiente videojuego en atacar es Pac-Man. Ludlow explica que la debilidad de Pac-Man son los cuatro fantasmas de su juego, los cuales serán representados por cuatro autos basados en dichos fantasmas (Inky, Blinky, Pinky y Clyde), con uno de los autos siendo conducido por el creador de Pac-Man, el profesor Tōru Iwatani (Denis Akiyama). Cuando el equipo encuentra a Pac-Man, Tōru trata de apelar al lado bueno de su "hijo", pero por desgracia, Pac-Man le muerde la mano y se la deja pixeleada. Sam, Ludlow y Eddie persiguen a Pac-Man por toda la ciudad, hasta que este se come una esfera de poder, dándole 10 segundos en los que él se los puede comer, por lo que persigue a Ludlow en su auto hasta alcanzarlo y devorarle el vehículo mientras él escapa. Cuando Pac-Man pierde el poder de devorar, es acorralado por Eddie, quien le quita su primera vida. Luego, Eddie utiliza un patrón para teletransportarse hasta Pac-Man y destruirlo por segunda vez. Pac-Man se regenera por última vez y continua destruyendo todo. Eddie, al intentar hacer el truco del sombrero en Pac-Man, este lo esquiva y cae al agua. Sam, al saber que es el último fantasma, decide perseguir a Pac-Man hasta que este termina comiendo otra esfera de poder y persigue a Sam, quien avanza de reversa contando los segundos que restan para que Pac-Man pierda el poder de devorar, tras lo cual se deja alcanzar de Pac-Man para quitarle su última vida. Como resultado, los extraterrestres les dan a Q*bert (voz de Billy West sin acreditar) como trofeo.
El equipo forma parte de una fiesta para celebrar el nuevo triunfo, la cual es interrumpida por un mensaje de los extraterrestres utilizando las imágenes de Hall & Oates, donde indican que las reglas fueron violadas y van a lanzar un ataque de videojuegos a gran escala. Matty encuentra a Eddie y descubre que él hizo trampa utilizando unos códigos que estaban escritos en sus gafas para teletransportarse hasta Pac-Man y vencerlo. Eddie confiesa que también utilizó trampas para vencer a Sam durante el torneo años atrás. Eddie huye mientras que Matty es atrapado por los extraterrestres y convertido en un trofeo de píxeles. Q*bert explica que los extraterrestres vivían en tranquilidad hasta que recibieron los videojuegos de la cápsula y los malinterpretaron como una declaración de guerra.
La nave de los extraterrestres desciende hasta Washington D. C. y lanza varios personajes de videojuegos para atacar la Tierra, incluyendo Space Invaders, Frogger, Defender, Joust, Tetris, Burger Time, Paperboy, Asteroids, entre otros. Will se une al equipo y combate junto con Sam y Violet. Mientras Ludlow pelea contra los videojuegos para defender un autobús escolar, tiene un encuentro con Lady Lisa, a la que logra persuadir para cambiarse de bando y luchar junto a él. Eddie se une a la batalla contra los videojuegos después de disculparse por haber salido huyendo de la escena.
Sam, Violet, Will y Q*bert discuten con los extraterrestres, que utilizan la imagen de Max Headroom para comunicarse, y logran convencerlos de ser teletransportados hasta la nave para enfrentarse contra el jefe final de los videojuegos, Donkey Kong. Este lanza barriles desde la cima de la estructura del juego mientras el equipo trata de llegar hasta Matty, el sargento Cohan y el habitante hindú, quienes ocupan el lugar de la princesa a rescatar. En medio del juego, Sam deduce que no hay ningún patrón y que no pudo vencer a Eddie en el campeonato, Matty le responde a Sam que debe fingir siendo un personaje del juego en que no debe morir y le explica que Eddie había hecho trampa en el pasado, lo que da a entender que Sam es el verdadero campeón del Donkey Kong. El equipo logra llegar hasta Donkey Kong, donde Sam lo derrota utilizando uno de los martillos del juego, logrando salvar a Matty, el sargento Cohan y el habitante hindú. 
Los videojuegos en la Tierra se congelan y se destruyen debido a la derrota del jefe final, regresando pixelados a la nave espacial. Desafortunadamente para Ludlow, eso incluye también a Lady Lisa quien es llevada a la nave junto a los demás videojuegos. Q*bert se queda en la Tierra como un trofeo final.
Sam, Violet, Ludlow, Eddie, Will y Q*bert son reconocidos como héroes del mundo, en el jardín de la Casa Blanca, donde Will anuncia que ha hecho un tratado de paz con los extraterrestres. Eddie le pide perdón a Sam por haber hecho trampa y admite que Sam es el mejor jugador. Dado que Ludlow extraña a Lady Lisa, Q*bert decide transformarse en ella. Sam y Violet se dan su primer beso, mientras que Eddie recibe un mensaje de Serena Williams, quien lo espera en una habitación de la Casa Blanca con Martha Stewart. Will obtiene buena fama por haber salvado el mundo y los extraterrestres abandonan la Tierra, restaurando todo lo que habían destruido, incluyendo la mano del profesor Tōru y devolviendo a las personas que habían tomado como trofeos.
Un año después, Ludlow y Lady Lisa se casan, obteniendo como hijos a cinco pequeños Q*berts.

## Elenco
- Adam Sandler como Sam Brenner.
  - Anthony Ippolito como Sam Brenner (13 años).
- Kevin James como Presidente Will Cooper.
  - Jared Riley como Will Cooper (13 años).
- Josh Gad como Ludlow Lamonsoff.
  - Jacob Shinder como Ludlow Lamonsoff (8 años).
- Michelle Monaghan como Teniente Coronel Violet Van Patten.
- Peter Dinklage como Eddie Plant.
  - Andrew Bambridge como Eddie Plant (13 años).
- Matt Lintz como Matty Van Patten.
- Billy West como Q*bert.
- Brian Cox como Almirante Jim Porter.
- Ashley Benson como Lady Lisa.
- Dan Aykroyd como Presentador del torneo en 1982.
- Jane Krakowski como la primera dama Jane Cooper.
- Sean Bean como General Hill.
- Denis Akiyama como Tōru Iwatani, creador de Pac-Man.
- Affion Crockett como Sargento Dylan Cohan, soldado americano de la base de Guam que fue secuestrado por los extraterrestres.
- Fiona Shaw como la primera ministra británica.
- Serena Williams como ella misma.
- Martha Stewart como ella misma.
- Tucker Smallwood como jefe de la CIA

## Recepción
Pixels tuvo una pobre recepción crítica. En Rotten Tomatoes cuenta con una aprobación del 17% basada en 189 reseñas." En Metacritic cuenta con un puntaje de 27 sobre 100 basado en 37 críticas, indicando "reseñas generalmente no favorables". Peter Travers de Rolling Stone le dio una estrella de cuatro posibles, afirmando: "Pixels es una metáfora en 3D sobre el asalto digital que Hollywood ha expuesto ante nuestros ojos y cerebros". Añadió además que se trata de una película "incesante y agotadora".

## Videojuegos referenciados
| - Arkanoid - Asteroids - Burgertime - Centipede - Defender - Dig Dug | - Donkey Kong - Duck Hunt - Frogger - Galaga - Joust - Pac-Man | - Paperboy - Robotron: 2084 - Q*bert - Space Invaders - Tetris - The Smurfs |

## Fechas de estreno
| País           | Fecha de estreno                |
| -------------- | ------------------------------- |
| Estados Unidos | Viernes 24 de julio de 2015     |
| Alemania       | Jueves 30 de julio de 2015      |
| Argentina      | Jueves 23 de julio de 2015      |
| Australia      | Jueves 10 de septiembre de 2015 |
| Brasil         | Jueves 23 de julio de 2015      |
| Bolivia        | Jueves 30 de julio de 2015      |
| Chile          | Jueves 23 de julio de 2015      |
| Colombia       | Jueves 23 de julio de 2015      |
| España         | Viernes 24 de julio de 2015     |
| Francia        | Miércoles 22 de julio de 2015   |
| Italia         | Miércoles 29 de julio de 2015   |
| México         | Viernes 24 de julio de 2015     |
| Perú           | Jueves 30 de julio de 2015      |
| Reino Unido    | Miércoles 12 de agosto de 2015  |
| Suecia         | Miércoles 12 de agosto de 2015  |
| Venezuela      | Viernes 24 de julio de 2015     |